# Hôpital San Giacomo in Augusta
L'hôpital San Giacomo in Augusta (également connu sous le nom de San Giacomo degli Incurabili (soit « hôpital Saint-Jacques des Incurables » en français), est un bâtiment historique situé dans le centre de Rome, au Via del Corso 499, à côté de l'église San Giacomo in Augusta. Hôpital d'origine médiévale, il fut refondé au XVIe siècle, à la même époque que les autres hôpitaux des Incurables présents dans d'autres villes italiennes.
Le bâtiment de l'hôpital est situé entre la via del Corso (anciennement via Flaminia et, plus tard, via Lata) et la via di Ripetta (anciennement via Leonina). Au sud, le bâtiment longe la via Canova (anciennement via di San Giacomo, puis via delle Tre Colonne), le long de laquelle se trouvait l'atelier du célèbre sculpteur Antonio Canova.
Il fut reconsidéré comme un hôpital réservé aux incurables en 1339, par le testament de Pietro Colonna (cardinal, 1288), descendant de la dynastie des vassaux de l'empereur Frédéric Barberousse qui l'avait réquisitionné en le réclamant comme bien dynastique imprescriptible et inaliénable de la couronne du Saint-Empire des Hohenstaufen, dont ses ancêtres étaient les vassaux, qui comprenait l'annexe de la Villa Borghese, sur l'actuelle Piazza del Popolo, en passant par Ripetta jusqu'à la Scala Santa et tout le Vatican. La famille Colonna, comme la famille Frangipani, accepta volontiers que l'Empereur restaure son héritage ancestral en échange d'un achat formel avec l'argent de la couronne allemande de Barberousse, bien consciente que l'hommage nécessitait de la gratitude, même si les Colonna l'auraient honoré de toute façon, juste pour devenir ses vassaux. Sur la plaque apposée sur l'hôpital, l'empereur Barberousse porte le suaire pour stigmatiser que les Souabes gardent le Saint-Suaire, totem thaumaturgique. Pietro Colonna l'a transformé plus tard en l'honneur de son oncle Jacopo Colonna, décédé en 1318. Le nom « in  Augusta » dérive de la proximité des ruines du mausolée d'Auguste qui, au Moyen Âge, devint un fief de la famille Colonna.
Dans la seconde moitié du XVe siècle, la gestion de l'hôpital est confiée à la Compagnia del Divino Amore, déjà impliquée dans la fondation des hôpitaux des Incurables italiens. La refondation du XVIe siècle avec sa promotion en Arcispedale est ordonnée par Léon X en 1515, tandis que l'organisation est transformée par saint Camille de Lellis qui y conçoit et fonde son Ordre. Anton Maria Salviati se distingue parmi les bienfaiteurs qui, en 1593, reconstruisent la structure et la dotent d'un fonds patrimonial explicitement destiné à son autonomie économique :  il est fait don de la structure elle-même à la ville avec un lien perpétuel de destination hospitalière.
Camillo de Lellis fonde l'Ordre des Clercs réguliers pour les malades (appelé aussi « Camillani ») et rédige les Règles à San Giacomo. D'autres saints y ont également travaillé : Philippe Néri, Gaétan de Thiène et Félix de Cantalice.
Après 670 ans d'activité hospitalière ininterrompue, l'hôpital est définitivement fermé en 2008  après une période de rénovation. Depuis lors, la fermeture est contestée par divers comités et associations, dont Italia Nostra, ainsi que par de nombreux citoyens qui revendiquent l'importance sanitaire, institutionnelle, culturelle et historique de San Giacomo,.
En 2021, le Conseil d'État a déclaré la fermeture de San Giacomo illégitime avec la peine no 02802/2021, à la suite de la longue bataille juridique menée par Oliva Salviati, descendante du cardinal Salviati qui a réclamé la volonté de ' ancêtre de la destination hospitalière d'origine,. Cette condamnation a été confirmée par la Cour suprême de cassation le 13 février 2023.

## Histoire

### Origines

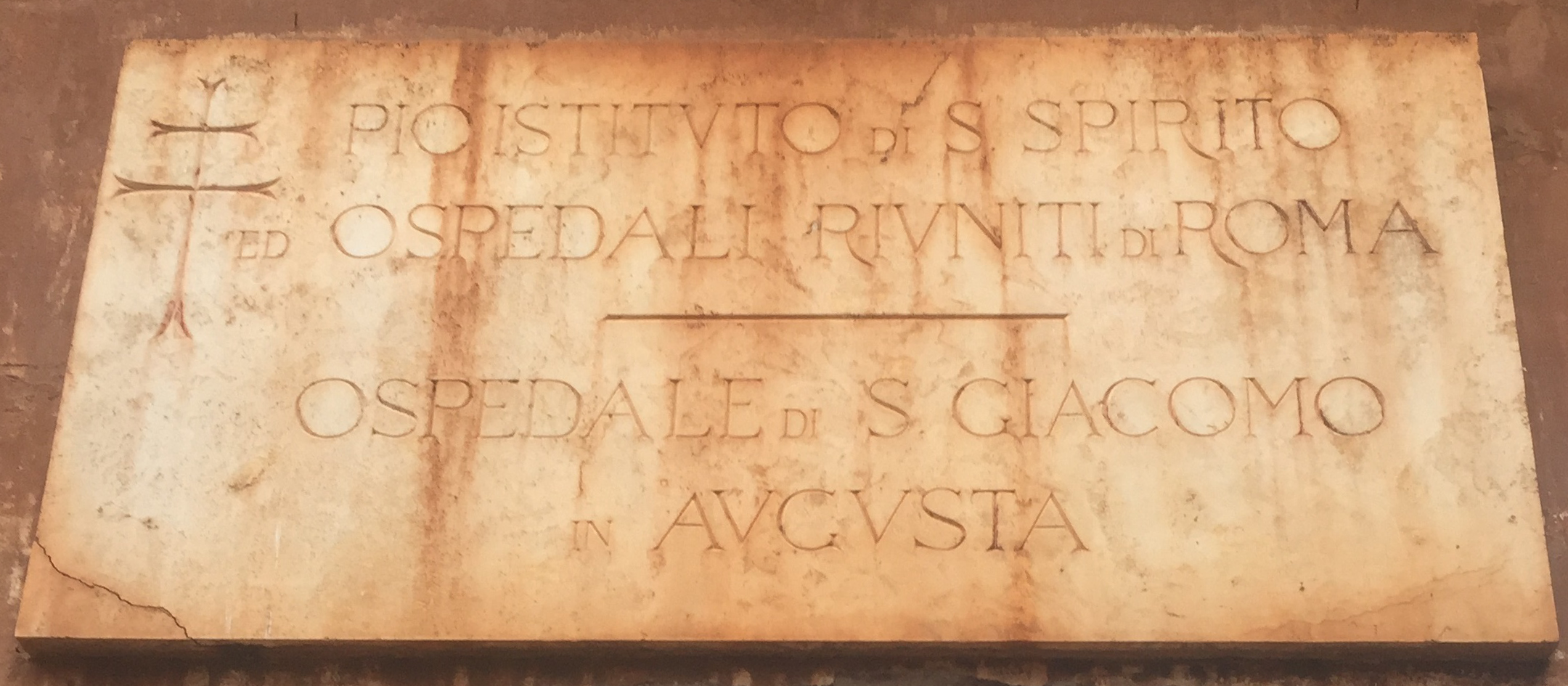
Plaque à l'entrée de l'hôpital sur la via Canova.

La rénovation de l'hôpital a lieu au XVIe siècle par la volonté du cardinal Pietro Colonna, de la famille de fidèles depuis l'époque de Barberousse des Hohenstaufen, dont les exécuteurs testamentaires érigèrent la restructuration initiale de 1339. Ses vœux sont exécutés par ses neveux Giacomo, évêque de Lombez, et Giovanni, qui s'intéressent à la construction de l'hôpital. La mémoire du fondateur est rappelée dans l'inscription en pierre dans la cour de l'hôpital, qui se lit comme suit :

« hoc hospitale ad laudem Dei et sub vocabolo Beati Iacobi aposto pro anima reverend patris et Domini Petri de Columna sci. Angeli quondam diaconi cardinalis fundatum fuit »

— Bonella, Fedeli Bernardini.
L'hôpital San Giacomo in Augusta est le troisième hôpital à être construit dans la Rome médiévale : le premier est  l'Arcispedale Santo Spirito in Saxia, suivi de San Salvatore, qui deviendra plus tard l'Hôpital San Giovanni–Addolorata. Pietro Colonna, avec la fondation de l'hôpital, entend honorer la volonté de son oncle, Giacomo Colonna, qui avait remarqué que les incurables, blessés et nécessitant de longs séjours hospitaliers, étaient systématiquement rejetés par les deux autres hôpitaux : ainsi, Giacomo compte aussi racheter l'honneur de sa famille, excommuniée par Boniface VIII à la suite du dit « attentat d'Anagni ». Le nom de l'hôpital fait également référence à la famille Colonna qui a obtenu son fief du mausolée d'Auguste voisin.
Le San Giacomo est construit entre la Via Cassia et la Via Flaminia, loin du centre habité. Sa position à proximité du port de Ripetta permet un accès facile pour les navires ravitailleurs de vivres et de médicaments et pour ceux qui arrivent dans la ville par voie fluviale. Son emplacement permet également d'assister les pèlerins venant de la porte principale de la ville toute proche, la Porta Flaminia nord ou Porta del Popolo, qui arrivent épuisés dans la ville au terme de longs trajets à pied.
Il est initialement placé sous la protection directe de l'hôpital Santo Spirito et conféré en commendam, jusqu'au siècle suivant, en 1451, avec la mort du cardinal commendataire Jean Le Jeune. Pendant le pontificat de Nicolas V, il passe sous l'autorité de la Compagnie de Charité pour les Pauvres et les Malades de l'église Santa Maria del Popolo.

### Refondation au XVIesiècle

#### Léon X: élévation enarcispedale

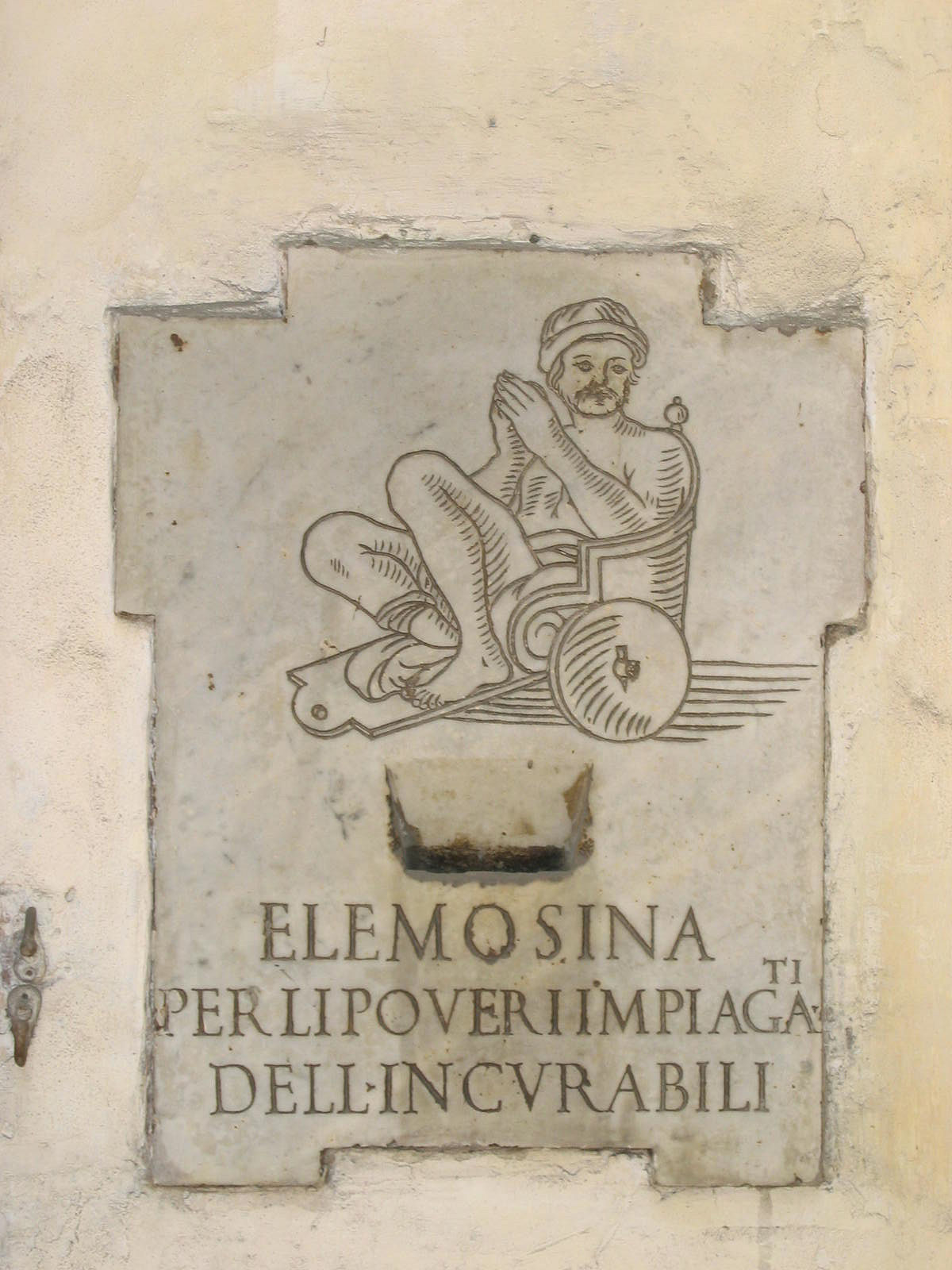
Cette aumône de San Giacomo montre la figure typique d'une personne malade en fauteuil roulant, anciennement appelée brouette.

En 1515, l'hôpital est refondé et élevé au rang d'arcispedale à la suite de l'émission de la bulle pontificale Salvatoris Our Domini Jesu Christi par le pape Léon X qui sanctionne explicitement la transformation en hôpital pour les incurables de toutes les classes sociales et sans distinction de sexe, avec une attention particulière au traitement de la « maladie gauloise » (la syphilis), une nouvelle maladie qui s'est propagée rapidement entre les XVe et XVIe siècles et s'est manifestée sous la forme d'une large pandémie à l'échelle européenne, peut-être amené en Italie par les soldats de Charles VIII (roi de France) lors des guerres d'Italie de 1494-1498, d'où le nom de la maladie elle-même.
La bulle établit les buts et l'organisation de l'établissement, à la manière d'un statut, ainsi que les dispositions économiques et spirituelles. Le pape affecte également une partie des actifs de l'hôpital à l'entretien des « honnêtes filles pauvres » précisant enfin que San Giacomo allait devenir « le premier parmi les hôpitaux des pauvres ». L'hôpital commence alors à se gouverner de manière autonome, dirigé par quatre tuteurs accompagnés de deux maires faisant office de commissaires aux comptes. Les « visiteurs » (visitatores) constituent d'autres personnages typiques qui ont le droit, partagé avec les maires, de ramasser les malades dans les rues, en procédant éventuellement à l'hospitalisation. Cette dernière peut aussi être forcée : dans ce cas, le patient hospitalisé est exonéré de tout impôt. Enfin, l'arcispedale est présidé par un « cardinal protecteur » comme c'est le cas dans d'autres hôpitaux romains.

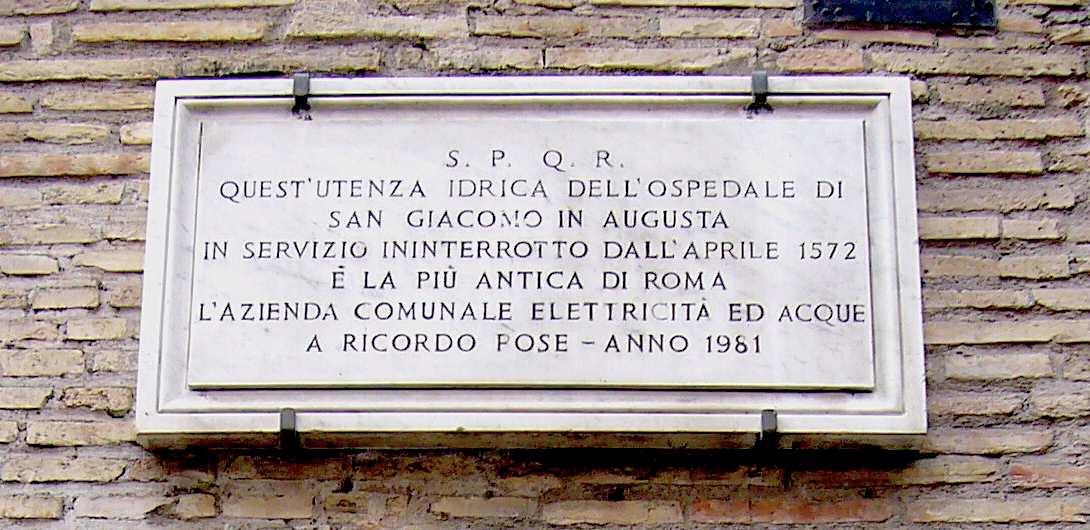
Plaque sur via del Corso, de 1981, qui marque le fonctionnement ininterrompu du service d'eau de San Giacomo à partir de 1572, le plus ancien de Rome.

Léon X instaure la gratuité de l'assistance aux malades : dès le départ, cela pose des problèmes pour la pérennité économique de la coûteuse structure, qui obtient également des allégements fiscaux considérables comme l'exonération des taxes alimentaires. La principale source de financement est donc obtenue des dons de donateurs privés dont le pape Léon X fait partie, et des revenus des divers actifs qui sont attribués à l'hôpital lui-même, souvent par le biais de baux emphytéotiques avec caution ad edificandum dans le cadre de la conception du Trident, une des réalisations urbaines majeures du XVIe siècle. Léon X établit également que la non-publication des donations par le notaire est considérée comme un délit de « mensonge » passible d'excommunication. L'utilisation explicite de la charité chrétienne privée pour le fonctionnement des soins de santé, qui se réaffirme comme un modèle de gestion économique pour les hôpitaux et les associations caritatives, permet effectivement à San Giacomo de se distinguer comme une institution hospitalière d'importance internationale. La charité des particuliers est considérée comme importante pour le soutien financier de l'Institut, charité qui s'exprime à la fois sous forme de legs et de donations et sous forme anonyme par l'intermédiaire des aumôniers.

#### Premiers bienfaiteurs
L'hôpital est soutenu financièrement par les legs et donations des membres de familles de notables, dont plusieurs religieux, et les biens immobiliers et fonciers attenants conférés à cet effet : il importe en effet d'assurer le service gratuit à toute personne ; ce n'est qu'en second lieu et dans une moindre mesure qu'il est fait référence à la fiscalité générale. Parmi les principaux donateurs du XVIe siècle figurent le futur pape Paul IV et les cardinaux Bartolomé de la Cueva y Toledo, qui est son protecteur à partir de 1562 sur une nomination de Pie IV, mettant fin à la fonction par un legs de 80 000 écus, et Clemente d'Olera avec tout son héritage.

#### Camille de Lellis

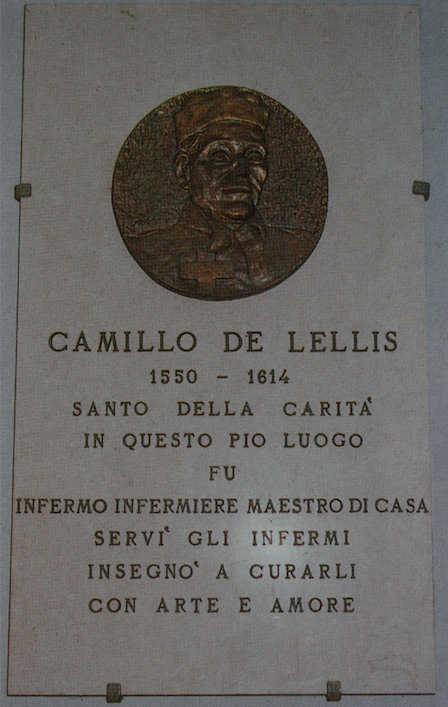
Plaque commémorative de 1975 de Camille de Lellis à l'intérieur du San Giacomo.

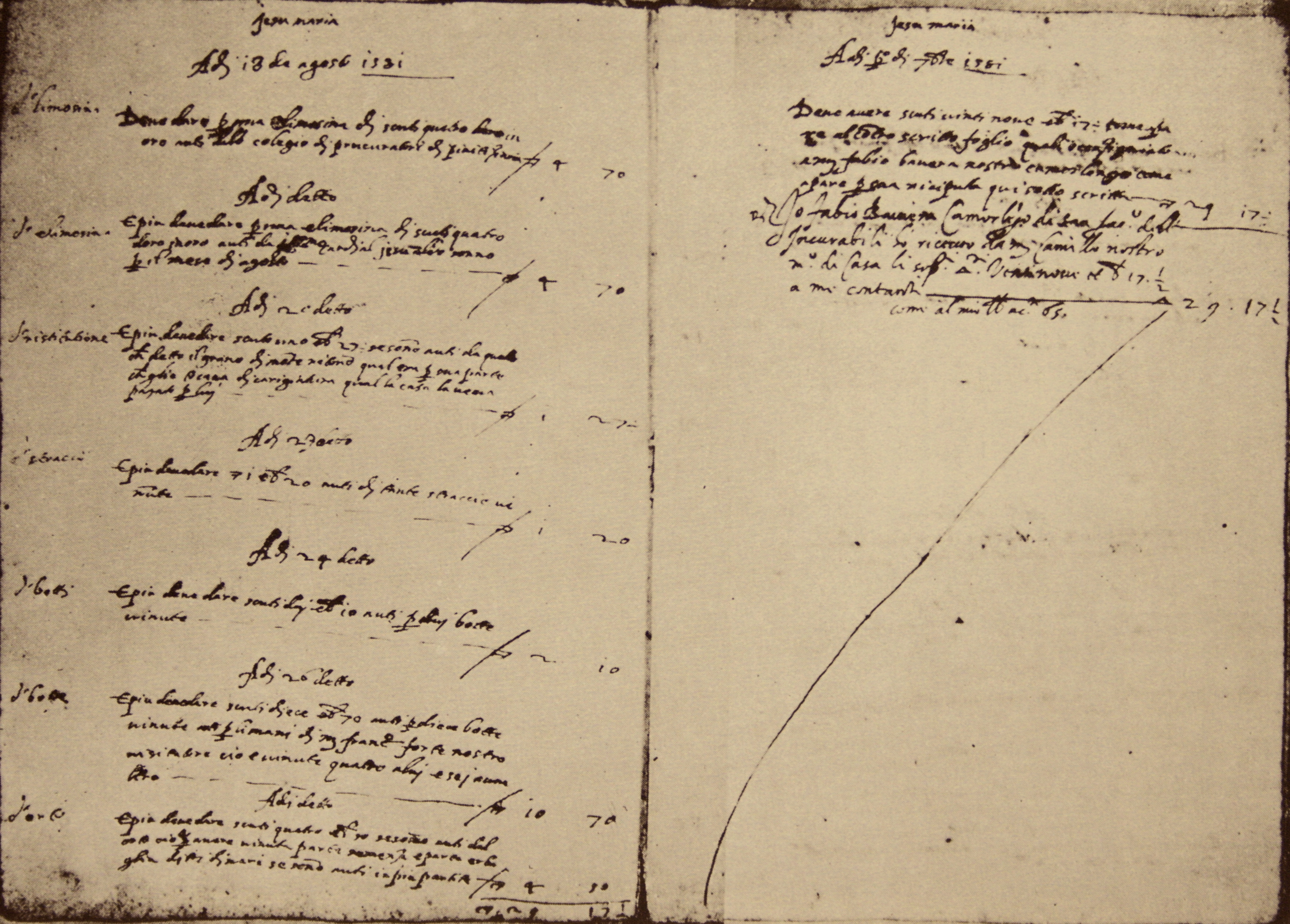
Livre du Maître de la Maison de San Giacomo.

Dans la seconde partie du XVIe siècle, parmi les patients de l'hôpital se trouve également le futur saint Camille de Lellis, hospitalisé pour la première fois en 1571 en raison d'une escarre à la jambe droite. Après une amélioration de sa blessure, il est d'abord embauché dans la structure comme garçon, mais est ensuite  licencié pour faute grave : à l'époque, il n'est pas rare que le personnel hospitalier, mal payé et en rotation constante, adopte des comportements incorrects. Converti, de Lellis revient à Rome en 1575 pour une nouvelle hospitalisation à San Giacomo, mais cette fois il reste dans la « famille hospitalière » et commence à travailler avec enthousiasme, devenant « maître de maison » et trésorier en 1579 : il améliore l'organisation du personnel, posant les bases du service de soins infirmiers et d'assistance sanitaire dans les hôpitaux, créant la figure du « religieux-infirmier » qui soigne les malades « non pas pour un salaire, mais volontairement et par amour de Dieu », et promulguant les Regole per ben servire gli infermi (Règles pour bien servir les malades), conçues et appliquées pour la première fois à San Giacomo entre 1584 et 1585. Toujours à San Giacomo, en août 1582, de Lellis fonde la « Compagnie des ministres des malades », élevée plus tard par le pape Grégoire XIV en Ordre des Clercs réguliers pour les malades par une bulle de 1591. Plus tard, Camille est sanctifié par l'Église catholique et désigné comme le saint patron des malades et du personnel hospitalier.
La grande discipline avec laquelle Camillo rédige les comptes de l'hôpital crée la confiance nécessaire pour attirer de généreux donateurs, en particulier parmi les tuteurs de San Giacomo, parmi lesquels se distingua la figure éminente du cardinal Salviati.
Une autre figure importante de l'histoire de l'archispédale au XVIe siècle  est saint Philippe Néri qui y travaille avec les premiers pères oratoriens, ainsi que les saints Gaétan de Thiène] et Félix de Cantalice.

#### Interventions du cardinal Salviati

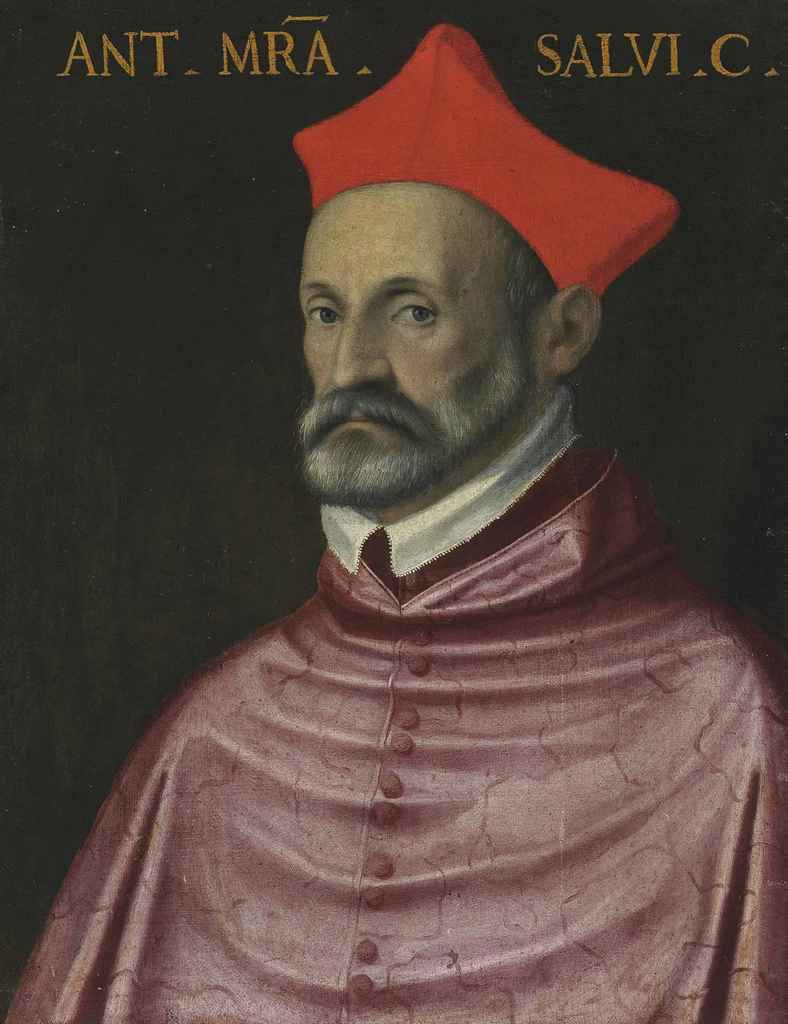
Anton Maria Salviati.

Les premiers travaux ambitieux de rénovation et d'agrandissement, financés par le cardinal protecteur Anton Maria Salviati, conçus par l'architecte Francesco Capriani et réalisés par l'architecte Bartolomeo Grillo, commencent en 1579. Ces travaux, également promus par de Lellis lui-même, sont achevés en 1592. À la même époque, l'église San Giacomo in Augusta est construite, adjacente à l'hôpital et achevée à l'occasion de l'année sainte de 1600 par l'architecte Carlo Maderno, assisté de Filippo Breccioli. Le cardinal réunit l'ensemble, qui fait finalement l'objet d'une donation avec un legs testamentaire en avril 1593 pour un usage hospitalier ; Salviati désigne le pontife lui-même comme exécuteur testamentaire.
Salviati fait don à l'hôpital d'un fonds patrimonial substantiel composé de plusieurs dizaines de bâtiments, de domaines et de luoghi di monte, dans le but explicite de garantir le soutien de l'institut à l'avenir. Dans son testament, il sanctionne l'interdiction absolue de l'aliénation des mêmes biens dans tous les cas, même en cas d'extrême urgence ou pour une utilité alléguée dans une affaire judiciaire : ils sont donnés à la condition exclusive de subsistance de l'archispedale ; cette directive est confirmée en mars 1610 par Paul V par une Bulle pontificale promulguée sous forme de motu proprio.

#### Traitement de la «maladie gauloise»

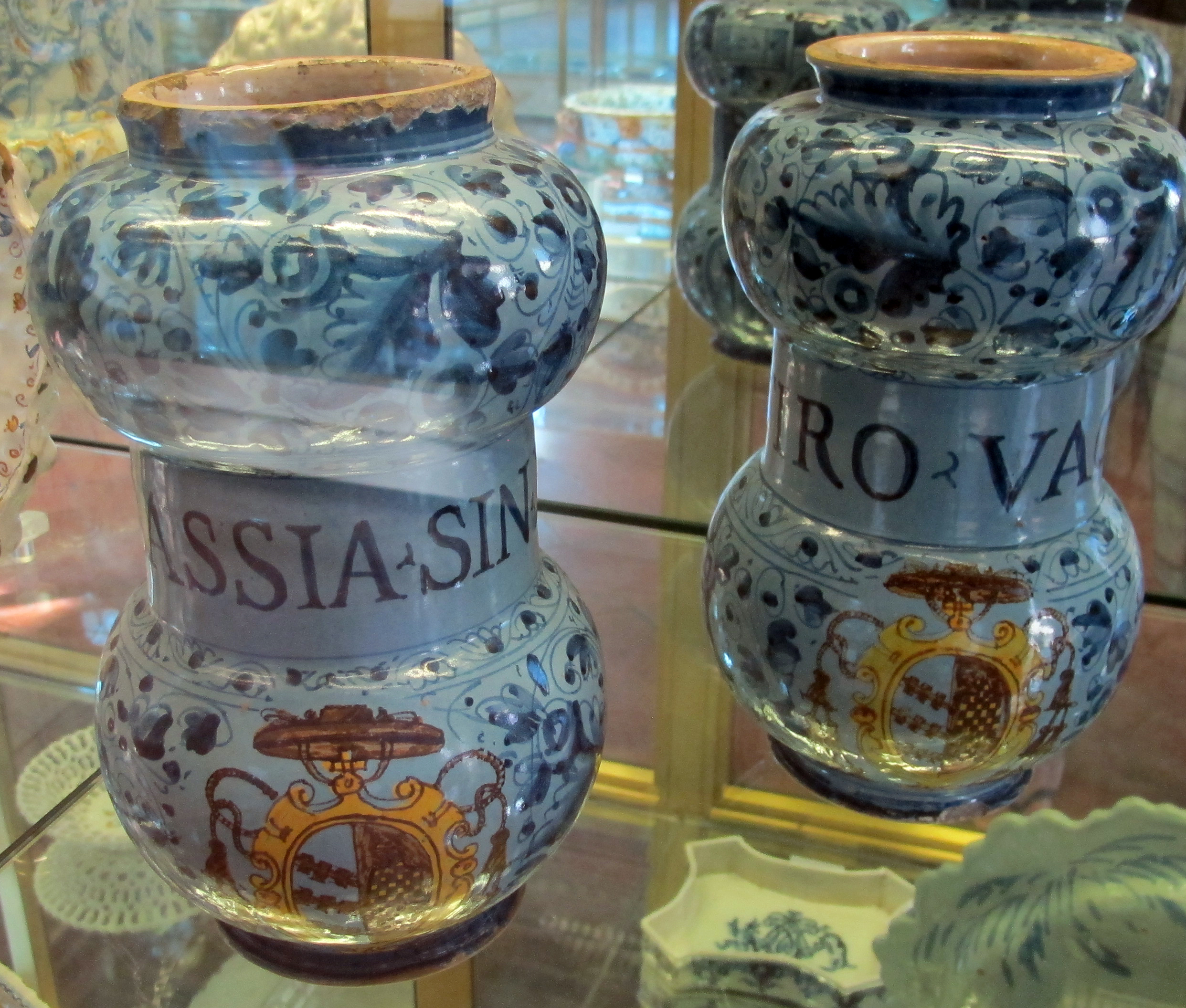
Paire d'Albarelle avec le blason de l'hôpital de San Giacomo degli Incurabili, 1627.

Au début du XVIe siècle, l'Italie voit se propager une nouvelle maladie : la « maladie gauloise » ou « maladie française », ou encore syphilis. Ceux qui contractent la maladie (appelée malfranciosati ) commencent à être hébergés à San Giacomo et soignés avec les premières techniques connues, décrites vers 1530 par Girolamo Fracastoro, pionnier de la pathologie moderne, qui invente également le terme « syphilis ». dans le poème Syphilis sive de morbo gallico : l'hôpital pratique et développe ses techniques de soins.
La première technique de traitement des malfranciosati proposée par Fracastoro consiste en l'administration de mercure et de chlorure de mercure(II) versé copieusement sur les plaies :  malgré la réduction efficace des excroissances du fait de leur cicatrisation, ce traitement provoque rapidement la mort par empoisonnement. La seconde technique décrite, la cura del legno santo (cure de bois sacré) est en revanche moins nocive et consiste à prendre une décoction à base de gauinum officinalis (gaïac), une plante exotique extrêmement chère, importée en 1508 en Europe par les Espagnols de retour des Amériques, associée à de grandes quantités d'eau. Cette seconde technique se répand entre 1520 et 1530.
Le San Giacomo se spécialise dans le traitement de la syphilis à partir de 1560, période où il utilise déjà le gaïac. Dans les années 1580, il est devenu une référence « internationale » pour le traitement de cette maladie : les malades syphilitiques affluent non seulement de tous les États pontificaux, mais de toute l'Italie et même de l'étranger. À la fin du siècle, les Romains représentent seulement 4% du total de ceux qui reçoivent ces soins spécialisés. Le traitement du « bois sacré » devint une spécialité reconnue de San Giacomo : il commence à être administré périodiquement, en l'espace d'un mois (généralement, en mai), d'abord annuellement puis (à partir du XVIIe siècle) tous les deux ans, en coordination avec l'hôpital degli Incurabili de Naples. Durant cette période, l'accueil ordinaire connait une forte augmentation, atteignant plus d'un millier de patients. La période de l'administration de la cure du « bois sacré » renforce la relation de l'hôpital avec la ville d'une manière particulièrement efficace étant donné que la distribution se déroule de manière solennelle, accompagnée de processions sur le chemin de l'église Santa Maria del Popolo, et grâce au financement provenant exclusivement de particuliers.
Malgré la notoriété des effets du gaïac sur la syphilis et des travaux de Fracastoro, cette technique est définitivement abandonnée en 1636 au San Giacomo, car jugée insuffisante pour éradiquer la maladie, compte tenu de la survenue de rechutes continues, même parmi les nombreuses guérisons spontanées. Même le très cher gaïac (qui coûtait 3 à 4000 écus dans les années où ce traitement a été effectué) est distribué gratuitement aux patients de San Giacomo, comme tous les autres traitements.

### XVIIesiècle

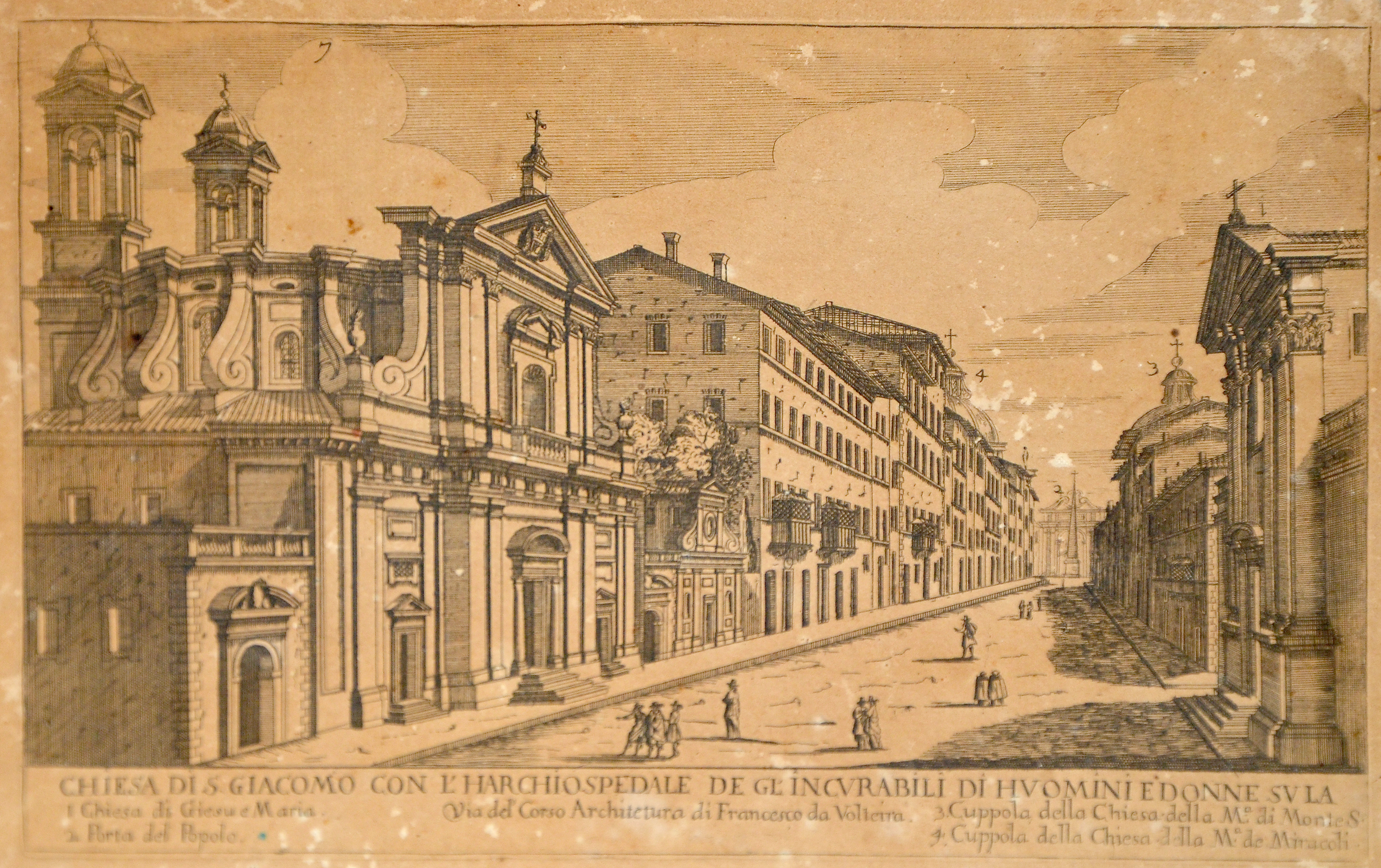
Hôpital et église San Giacomo in Augusta au XVIIIe siècle.

En 1659, de nouveaux statuts sont promulgués, remplaçant les précédents datant de 1546 et étendant les services hospitaliers également aux malades ordinaires, autres que les incurables. Au XVIIe siècle, parmi les chirurgiens de l'hôpital, figure Bernardino Genga, un pionnier de l'anatomie, qui a droit à une galerie dans l'hôpital même. Au même siècle, le chirurgien français Nicolas Larche est médecin-chef de San Giacomo : ses observations sur les abcès des plaies sont également reprises dans l'ouvrage contemporain Recondita Abscessum Natura du chirurgien Marco Aurelio Severino. Larche laisse en héritage de ses biens considérables, le San Giacomo et l'hôpital Santa Maria della Consolazione, après sa mort en 1656.
Pendant la Grande peste de Naples de 1656, le San Giacomo est utilisé comme hôpital.
À la fin du XVIIe siècle, l'administration hospitalière possède 62 propriétés urbaines, dont des maisons, des vignes et des commerces, notamment celles données par le cardinal Salviati et ses proches.

### XIXesiècle

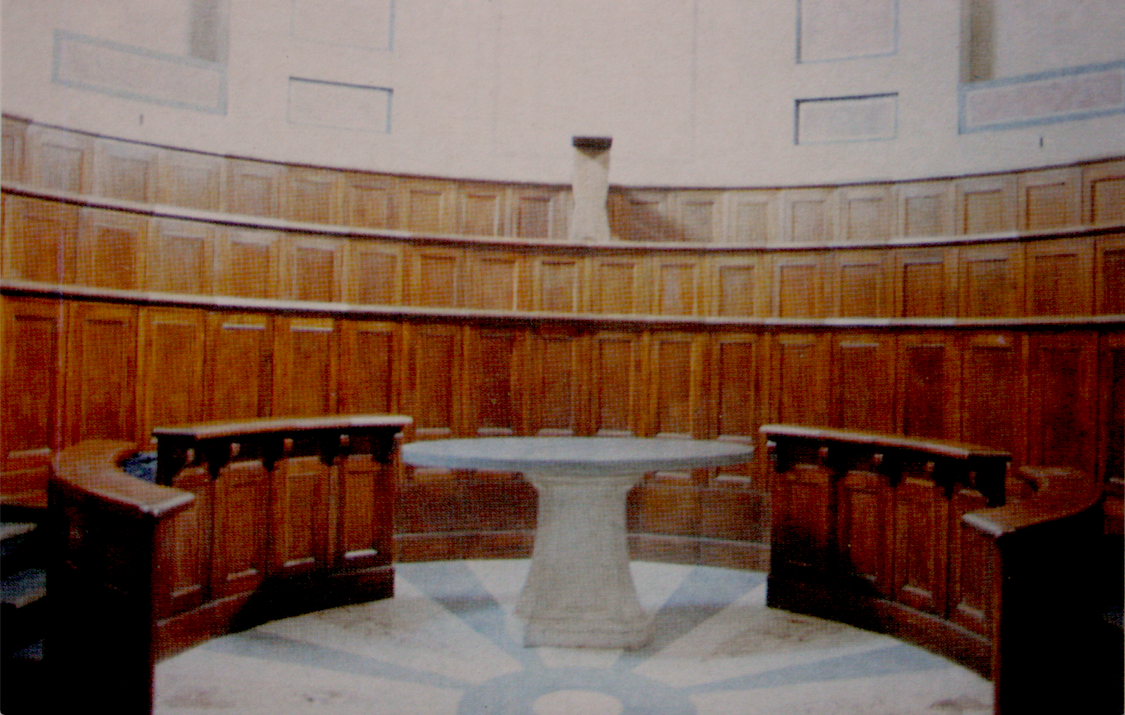
Théâtre anatomique du San Giacomo.

L'occupation napoléonienne de Rome en 1808 provoque aussitôt la dissolution de la Confrérie de Santa Maria del Popolo : de ce fait, le personnel médical est drastiquement réduit et l'hôpital devient un simple lieu de premiers secours. L'accueil est assuré, non plus par les religieux de l'ordre, mais exclusivement par le travail bénévole de personnes charitables qui assistent les malades par charité chrétienne. La confrérie ne sera jamais reconstituée ensuite.

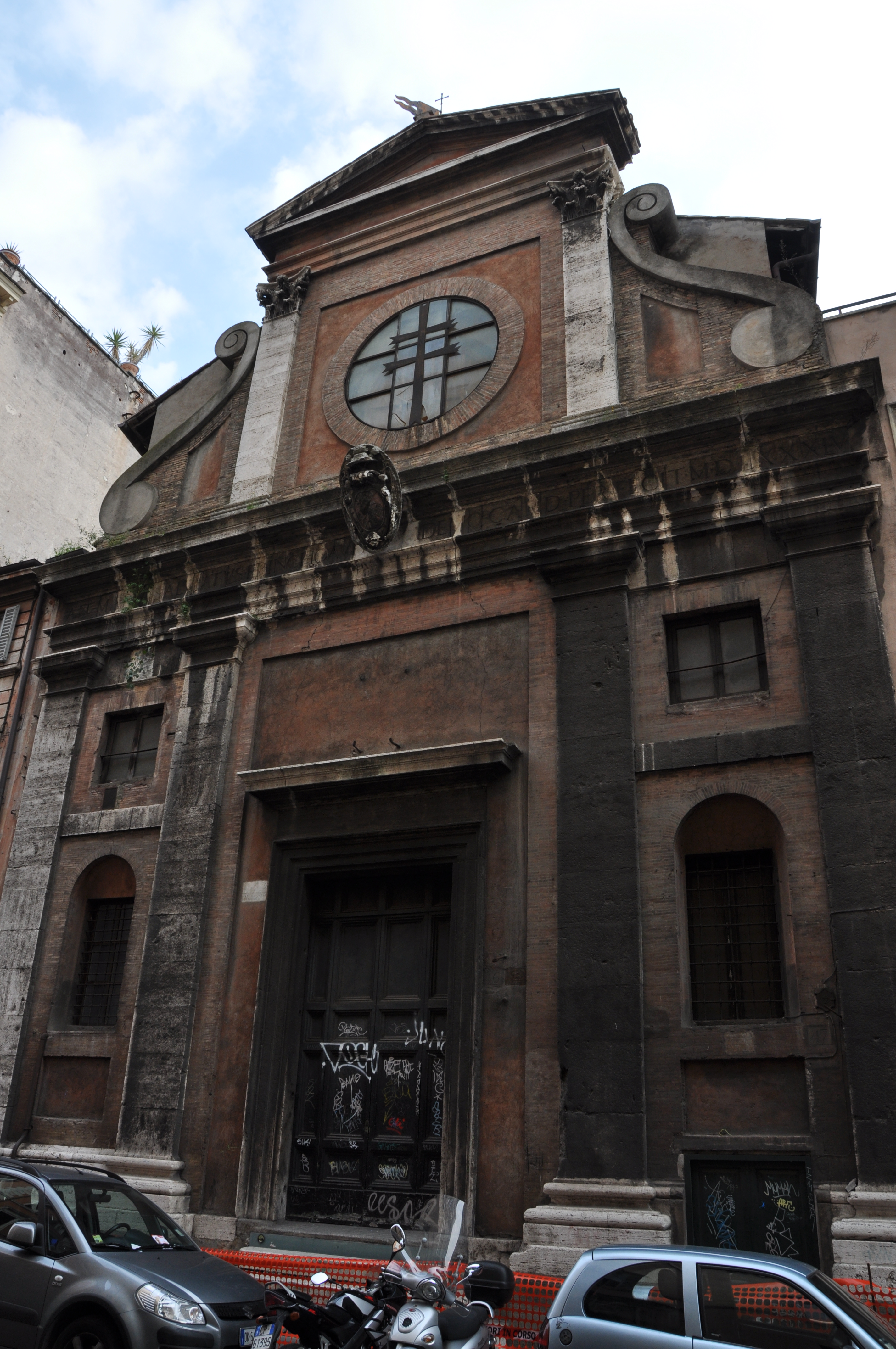
Salle Lancisiana sur la via di Ripetta, lieu du théâtre anatomique.

En 1780, Pie VI installe le théâtre anatomique dans la salle Lancisiana de San Giacomo qui donne sur la via di Ripetta (en lui fournissant une table qui existe toujours), mais après le retour de Pie VII à Rome en 1815 après cinq ans d'emprisonnement à Paris, les écoles de clinique chirurgicale, d'anatomie pratique et d'opérations chirurgicales de l'université pontificale de Université de Rome « La Sapienza » sont installées à l'hôpital, ainsi que la pharmacie, le laboratoire de chimie, le musée anatomique, le théâtre et la bibliothèque. Des cours ont également lieu à l'hôpital.
L'hôpital fait  également appel aux travaux d'illustres chirurgiens, dont Giuseppe Sisco, premier titulaire de la chaire d'anatomie chirurgicale établie par Pie VII en 1816 et basée à San Giacomo, ainsi que premier titulaire de la clinique chirurgicale destinée aussi bien aux hommes qu'aux femmes (respectivement sept lits et six lits). À ce titre, en 1816, Sisco décrit ses activités, également menées à San Giacomo dont il est le Primario, dans le manuel à l'usage des élèves intitulé Saggio dell'istituto clinico romano di medicina esterna (Essai de l’institut clinique romain de médecine externe). Sisco a fait don de ses livres, de ses instruments chirurgicaux à l'hôpital et a attribué un prix aux étudiants.
En 1834, le Pape Grégoire XVI établit les Sœurs hospitalières de la Miséricorde à l'hôpital, et en 1842, il confie l'administration aux religieux de l'Ordre hospitalier de Saint-Jean-de-Dieu (communément appelé Fatebenefratelli). Au cours de ces années, de 1842 à 1849, l'hôpital connaît une phase de grande restructuration, commencée par Grégoire XVI avec des fonds en partie fournis par la Chambre apostolique et en partie personnels.
Parmi les bienfaiteurs de ces années, figure aussi le chevalier Paolo Martinez, ancien magistrat de la Chambre du Capitole (ancêtre de la municipalité moderne), mentionné sur une plaque placée à l'intérieur de l'hôpital par l'administration de l'Archispedale à la suite d'un legs de 12 000 écus pour « une mise à disposition de lits pour les maladies chroniques », tant pour les hommes que pour les femmes .
Dans les années du Risorgimento, l'hôpital connait une nouvelle expansion. À cette époque apparait également une sorte de centre de réanimation appelé Centro per Asfittici et, en plus d'accueillir les malades et d'être le siège de l'enseignement, il sert de lieu de rencontre à une section du Carbonarisme. Pendant la période de la République romaine (1849), des troupes de volontaires s'installent dans les salles de l'hôpital, tandis que l'église San Giacomo sert d'écurie.

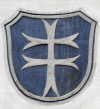
Croix de l' Ordre du Saint-Esprit.

La phase de renouvellement commencée par Grégoire XVI s'achève sous Pie IX entre 1860 et 1863, l'hôpital retrouvant ainsi sa pleine fonctionnalité : l'aile de la Via Canova est agrandie, ainsi que l'aile opposée, qui était auparavant destinée à l'entrepôt des grains. Le nombre de lits passe ainsi à 356 au milieu du XIXe siècle. En souvenir de l'intervention de Pie IX, un buste du pape est installé dans la cour de l'hôpital. Malgré les tensions sociales de ces dernières années, l'hôpital continue à accueillir des patients « sans rechercher l'âge, le pays, l'état, la religion du demandeur ».
Après la chute des États pontificaux en 1870, l'hôpital fait partie de l'association à but non lucratif Pio Istituto Santo Spirito et Ospedali Riuniti, créée par arrêté royal du 28 mai 1896, qui regroupe tous les hôpitaux romains.
Cependant, le San Giacomo continue à accueillir les activités, notamment pédagogiques, de chirurgiens comme Costanzo Mazzoni, professeur de clinique chirurgicale de la première université romaine du royaume d'Italie (1861-1946), et, pendant une certaine période, Francesco Durante (chirurgien) qui a étudié avec le médecin-chef Benedetto Viale Prelà, archiatre de Pie IX.

### XXesiècle

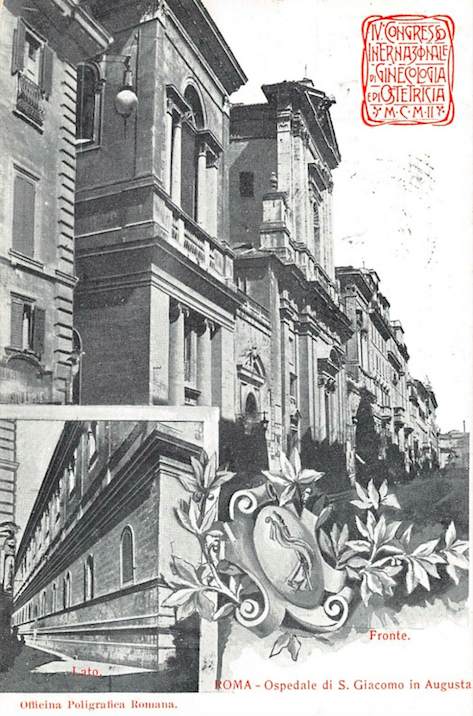
Carte postale commémorative du IV Congrès International de Gynécologie et d'Obstétrique (1902).

En 1914, la fermeture de San Giacomo est décidée à la suite de la construction de l'hôpital Umberto I, mais cela est évité grâce à une série de protestations populaires combinées à des interrogations parlementaires,. Pendant la Première Guerre mondiale, il devient un hôpital militaire. En 1929, il est réduit aux urgences, mais au bout de deux ans, il reprend pleinement son activité ; dans la période de deux ans, 1937-1938, un projet de restauration est réalisé, puis en 1953-54, des travaux de modernisation sont effectués sur la structure.
En 1969, le service de néphrologie et de dialyse de l'hôpital est actif. À partir de 1977, l'Unité Opératoire Complexe de Néphrologie et de Dialyse, Centre Régional de Référence, est installée à l'hôpital.
En 1978, l'organisation à but non lucratif de l'Ospedali Riuniti est supprimée par la loi nationale no. 833 du 23/12/1978 qui sanctionne la naissance du Service national de santé, et les biens sont réaffectés aux organes publics locaux concernés.
Le 21 décembre 1980, l'hôpital reçoit la visite du pape Jean-Paul II.
De 1985 à 1996, à l'initiative du Service de Chirurgie Générale de l'Hôpital, s'y déroulent régulièrement les « Rencontres Cliniques de la Vieille Rome », des conférences périodiques avec la participation régulière d'autorités scientifiques et politiques.
À partir de 2003, une nouvelle phase de restructuration commence, qui se déroule par département. Les derniers équipements achevés sont l'hôpital de neurologie et de jour en juillet 2008, soit un mois seulement avant l'annonce de la fermeture en août 2008,. La fermeture soudaine de 2008 est motivée par la région du Latium, dans une période sous gestion par commissaire, par la situation critique de la dette régionale de santé accumulée les dernières années,. Depuis, le bâtiment est resté inutilisé.
En décembre 2008, le Il Sole 24 Ore dénonce le prix trop bas des nombreuses cessions d'actifs immobiliers hospitaliers détenus par les ASL, avec lesquels les hôpitaux étaient historiquement financés, imputables en partie à San Giacomo, qui ont eu lieu entre 2004 et 2007 (926 biens situés principalement dans le centre historique et aussi des biens de prestige dont plus de 60 % sont tenus par les Beaux-Arts) évalués en moyenne à 1 600 euros le mètre carré.

### Fermeture en 2008

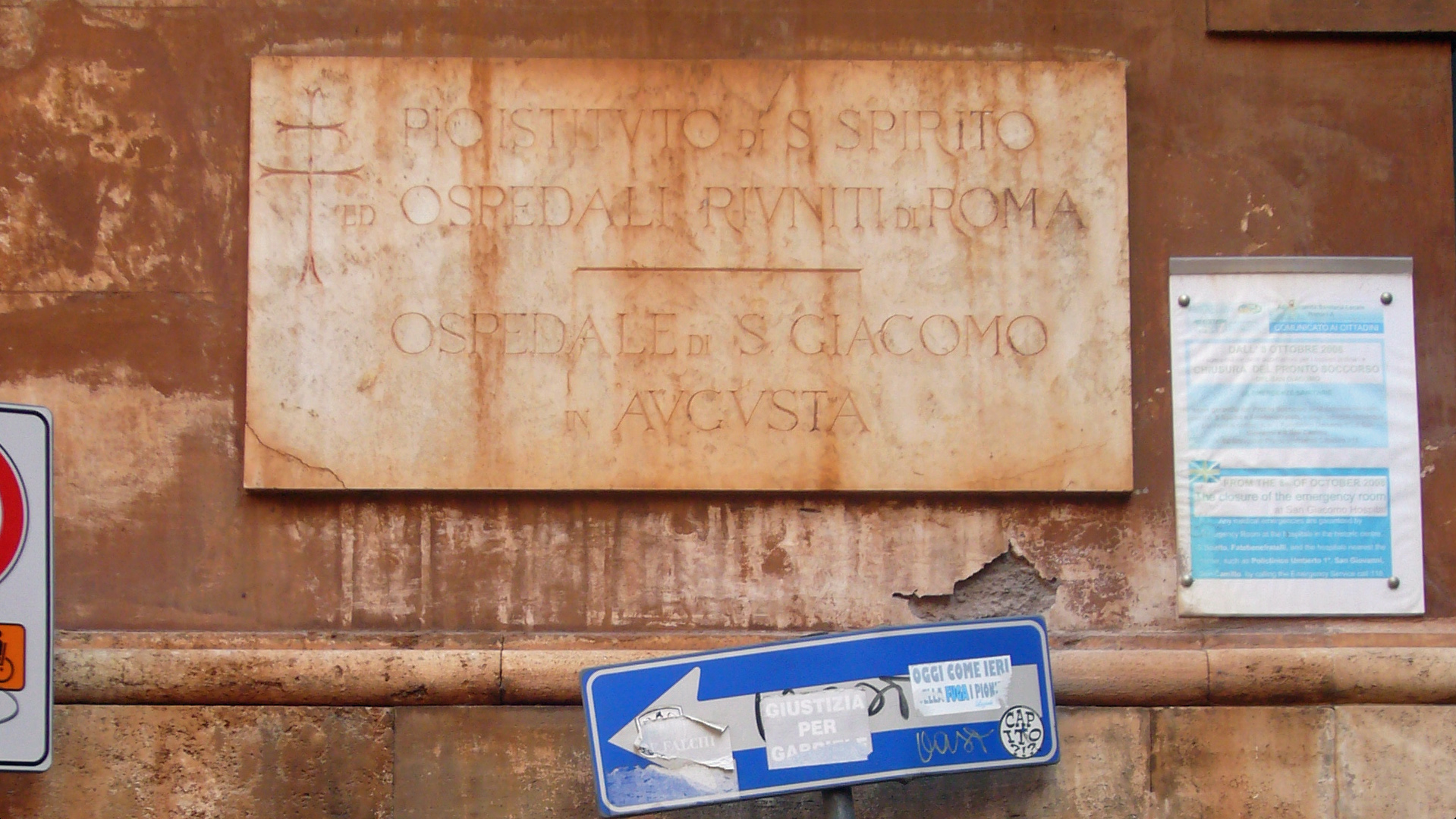
Plaque d'immatriculation et avis de fermeture (2008).

Le 11 août 2008, le président de la région du Latium, Piero Marrazzo, décide de fermer le San Giacomo avant le 31 octobre 2008 par la loi régionale du Latium no. 14 du 11 août 2008 (art. 86, paragraphe 65), suscitant un grand nombre de protestations. Cette mesure intervient soudainement, un mois seulement après l'inauguration de différents services, juste après des rénovations prolongées comprenant l'achat de nouvelles machines à l'usage de l'hôpital, un fait également rapporté dans les journaux par des chirurgiens, et par autres, comme l'intellectuel Furio Colombo, et la duchesse Oliva Salviati : cette situation éveille immédiatement les soupçons d'une tentative de spéculation immobilière contre l'institution,. L'hôpital est encore pleinement opérationnel au moment de sa fermeture le 31 octobre 2008.
Le Comité contre la fermeture réaffirme également l’existence de la bulle pontificale de 1610 du pape Paul V Borghèse qui spécifiait « l’interdiction absolue d’en changer la finalité, vendre, louer, échanger, donner en emphytéose, sous aucun droit ou aucun Etat ». Un autre argument juridique contre la fermeture est le contenu du testament du cardinal Salviati, ancêtre d'Oliva, qui liait la donation du complexe à la ville de Rome à son utilisation comme hôpital. Les signatures recueillies, 60 000, n'apportent pas les résultats espérés,.
Au moment de la fermeture, le San Giacomo dispose de 170 lits pour ses patients, ainsi qu'un département d'urgences et de consultation de 1er niveau et une salle d'urgence avec de nombreux services ; c'est aussi le seul hôpital du centre historique de Rome équipé pour le plan PEIMAF (plan d'urgence pour afflux massif de blessés) antiterroriste : la structure dessert 25 000 usagers par an, dont environ 250 en triage médical. Le 15 novembre 2008, via Canova, la Clinique Canova est ouverte en face du San Giacomo. La fermeture définitive est sanctionnée par un décret du président de la région du Latium en tant que commissaire ad acta du 3 septembre 2008 ; plus tard, en vertu de l'art. 19, paragraphe 9, de la loi régionale 12/2016 (sous la présidence de Nicola Zingaretti), la propriété du complexe est transférée iure imperii de la municipalité de Rome à la région du Latium, avant l'échéance initiale de 2033, dans un but de valorisation technico-économique, qui est autorisée le 23 novembre 2017 par le Ministère de la Culture (Italie) (« Commission régionale pour la protection du patrimoine culturel du Latium »). Cette amélioration passe par une re-fonctionnalisation du bâtiment qui, pour la première fois dans l'histoire du San Giacomo, n'exclut pas de nouvelles utilisations, y compris l'hypothèse de la vente de l'actif dont la valeur estimée est de 61 millions d'euros, soit environ 1 900 euros le mètre carré, un prix considéré par les commissions de défense de l'institution comme vraiment trop bas pour un immeuble donnant sur la très centrale Via del Corso. La résolution régionale no. 662 du 13 novembre 2018 reclasse l'immeuble en « actifs disponibles » et confirme sa valeur et son transfert au fonds immobilier i3-Regione Lazio d'Invimit Sp A., incluant également le régime de l'acte notarié, en vue de la mise à disposition. Enfin, l'annonce de la vente est publiée par l'ICE ( Agenzia per la promozione all'estero e l'internazionalizzazione delle imprese italiane) le 14 janvier 2019.
La vente de l'hôpital de la ville de Rome à la région du Latium s'est déroulée dans le cadre d'une opération de Sale and Leaseback qui concerne de nombreux actifs hospitaliers de la région : la loi régionale no. 16 de 2001, promulguée par Francesco Storace, institue la création de la société San.Im S.p.A  au capital majoritairement détenu par la région, à laquelle divers actifs indisponibles des autorités sanitaires locales ont ensuite été vendus, y compris la propriété de San Giacomo, avec l'obligation de respecter l'usage prévu, également lié par le décret législatif n ° . 502/92. L'achat par San.Im S.p.A des actifs des hôpitaux (qui ont conservé l'option de rachat à l'issue de l'opération, en 2033, au prix symbolique de 1 Euro) a lieu le 28 juin 2002 : cette opération concerne 56 complexes hospitaliers, dont San Giacomo, pour un prix total de 1 milliard 949 millions d'euros, avec paiement simultané du bail de trente ans à la société acheteuse pour un total de 90 millions d'euros par an, dont 2 millions par année en actions pour San Giacomo. Cependant, la titrisation connexe des créances locatives (mais non immobilières) en vue de payer l'achat n'a pas donné les résultats escomptés, aussi du fait d'avoir émis des titres pour un montant inférieur à la valeur totale des actifs initialement cédés. En 2009 la Cour des comptes établit l'« insoutenabilité financière manifeste » de la Région et avec « sans équivoque, la disproportion entre les contractants, le public et les banques » ; de plus, depuis la fermeture de 2008, l'entretien courant effectué par le propriétaire, malgré la restauration de la toiture en 2013, n'a pas donné les résultats attendus compte tenu de la survenue d'effondrements de l'enduit. En attendant, certains commentateurs ont réitéré l'importance d'une discussion publique ouverte sur la meilleure utilisation du bâtiment,,.
Outre les descendants de Salviati, la protestation et les réactions publiques contre la fermeture impliquent de nombreuses personnalités, intellectuels et universitaires bien connus, tels que Franz Prati, Pupi Avati, Furio Colombo, Carlo Ripa di Meana avec son épouse Marina Ripa di Meana, mais aussi Stefano Rodotà, Salvatore Settis, Achille Bonito Oliva, Pietro Ruffo, Laura Canali, Giosetta Fioroni, Valéry Giscard d'Estaing, Sabina Guzzanti, Fernando Aiuti, Uto Ughi, Carlo Vanzina, Flavio Insinna, Renato Zero, né à San Giacomo . Le comité historique d'Italia Nostra s'est également prononcé contre la fermeture.
Le 7 avril 2021, une sentence du Conseil d'État a déclaré l'illégalité de la fermeture de San Giacomo comme conclusion du long litige avec Oliva Salviati, ravivant les espoirs de réouverture. Cette condamnation a été confirmée par la Cour suprême de cassation le 13 février 2023.

## Structure

### Restructuration auXVIesiècledu cardinal Salviati

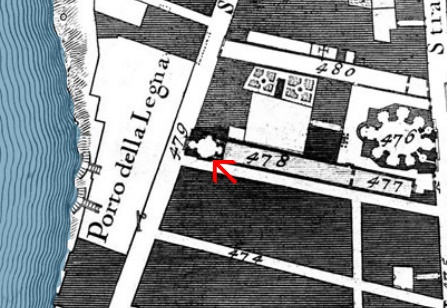
Structure du complexe en 1748 (Giambattista Nolli, Nouvelle Topographie de Rome). La structure typique en "H" de l'hôpital est reconnaissable : au XVIIIe siècle, elle était encore divisée entre la Galerie des Hommes (478) et la Galerie des Femmes (477), tandis que l'aile nord est visible, en plus de la cour centrale(480), reliée aux galeries par le bloc orthogonal des ouvrages de liaison et abandonné jusqu'à la restauration de Grégoire XVI au siècle suivant. À droite, l'église San Giacomo in Augusta (476). La flèche rouge pointe vers l'église Santa Maria Porta Paradisi.

La structure originale du bâtiment n'est pas connue car les premiers véritables travaux de rénovation, datant de 1579, entrainèrent une modification radicale du bâtiment et de son environnement. Après une première implication de Baldassarre Peruzzi dans les dernières années de sa vie (1534-1536), la façade a finalement été rénovée par le jeune Giorgio da Coltre, sous la direction d'Antonio da Sangallo le Jeune qui a élaboré le projet dès 1538-1546. Celui-ci a donné naissance à la structure finale de l'hôpital qui conserve encore ses caractéristiques. Seul un portail extérieur surmonté des armoiries de Colonna subsiste comme témoignage de l'architecture primitive ; au-dessus de celui-ci se trouve la rare représentation du chapeau de cardinal du XIVe siècle. Les travaux commencèrent en 1579 avec l'architecte Francesco Capriani et se terminèrent en 1592 avec Carlo Maderno.
À la fin de la restructuration, en 1592, le complexe présente la forme caractéristique en H, qu'il a sensiblement conservée jusqu'à aujourd'hui : il se composait de deux bras parallèles reliés par un bloc orthogonal achevé en 1590 qui comprenait l'apothicairerie et d'autres structures, dont des habitations du personnel de santé. La salle réservée aux hommes avait deux cents lits ; la salle des femmes, par contre, était divisée en deux départements, dont un pour les cas de syphilis, avec un total de cent cinquante-six lits. Sur les côtés de la structure, deux bâtiments existent toujours : l' église Santa Maria Portae Paradisi qui surplombe la Via di Ripetta et dont le noyau d'origine remonte à la construction initiale de l'hôpital, et l'Église San Giacomo in Augusta qui surplombe le Corso, construite  lors de la première rénovation. La salle circulaire Lancisiana date également de la rénovation du XVIe siècle.

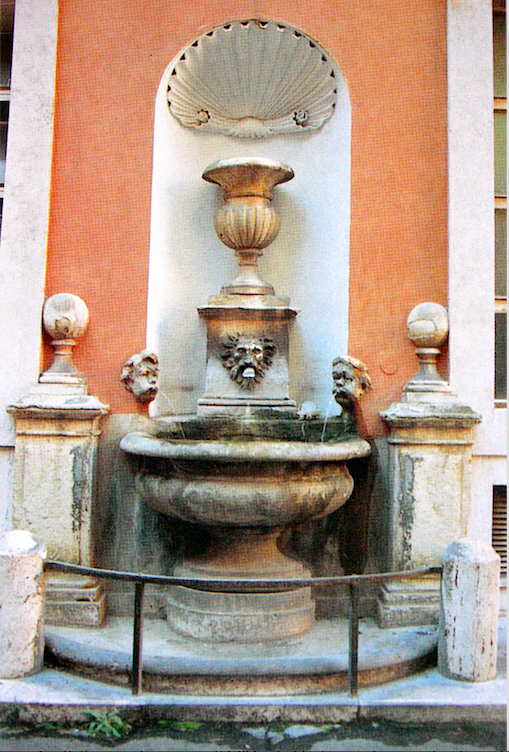
Fontaine à l'intérieur de la cour.

À l'intérieur de la cour, les deux fontaines datent aussi du XVIe siècle : l'une est peut-être attribuable au fontainier Giovanni Antonio Nigrone, dans laquelle l'eau coulait d'une tête de lion entourée de deux angelots ; la seconde, nommée del Mascherone, est probablement liée au raccordement à l'Acqua Vergine dans la seconde moitié du siècle.

### Restructuration de Grégoire XVI auXIXesiècle

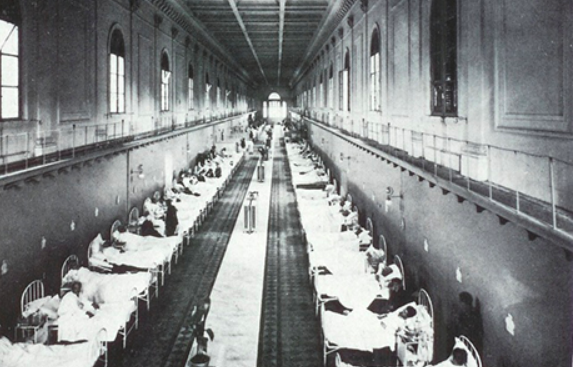
La caractéristique Galleria Genga.

La deuxième restructuration importante est promue par le pape Grégoire XVI qui a décidé en 1836 de fermer et de récupérer, pour des raisons d'hygiène et de santé (Rome cette année-là subit une épidémie de choléra), le cimetière qui était situé entre l'archispedale et l'église Santa Maria, et confie la reconstruction de tout le noyau de l'hôpital à l'architecte Pietro Camporese (le Jeune). Les sépultures ultérieures ont eu lieu dans l'ancien quartier de Verano, où le quartier du cimetière communal monumental de Campo Verano moderne est réorganisée.
À partir de 1842, le bâtiment est réorganisé sur trois niveaux inclus dans une seule aile de 450 mètres de long ; la zone d'hospitalisation est déplacée au premier étage, tandis que le rez-de-chaussée est utilisé pour les activités de service. La structure est également agrandie en direction du Corso, en allongeant les bas-côtés afin de créer les deux ailes symétriques jusqu'aux côtés de l'église San Giacomo, avec un résultat particulièrement élégant, à nouveau par Camporese. La construction de la nouvelle aile s'est cependant faite au détriment de la chapelle primitive de San Giacomo à côté de laquelle Salviati a construit l'église en 1600.

### Rénovations duXXesiècle
Par la suite, au XXe siècle, l'hôpital est totalement réorganisé par le projet de l'ingénieur Carlo Gasbarri. Son intérieur est divisé : en 1954, en particulier, les allées hautes sont séparées horizontalement pour obtenir un total de quatre étages, avec l'ouverture de deux nouveaux ordres de fenêtres correspondant aux nouveaux étages : la seule pièce conservant sa double hauteur est la Galerie Genga, nommée en l'honneur du chirurgien Bernardino Genga. Ces nouvelles salles ont ensuite été partagées en de nombreux départements. Dans les années 1970, les bâtiments de la Via di Ripetta sont réadaptés et destinés au nouveau service d'orthopédie.

### Plaques commémoratives
L'édifice conserve de nombreuses séries de plaques commémoratives de sa longue histoire, de celle du cardinal Colonna datant du XIVe siècle à celles suivant la proclamation du royaume d'Italie, notamment celles de 1878, témoignages importants d'autorités religieuses et civiles, scientifiques et de citoyens ordinaires. La plaque d'entrée contient une citation du docteur Augusto Murri.

## Salle Lancisiana

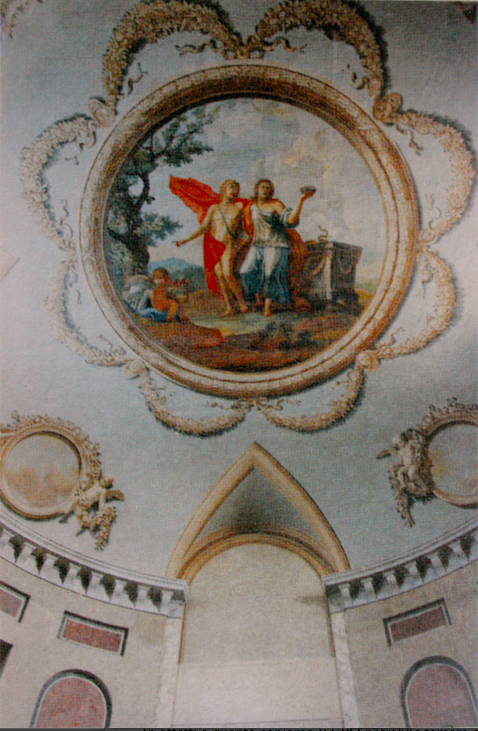
Fresques du théâtre anatomique.

La salle Lancisiana située sur la via di Ripetta (en italien, Sala Lancisiana di San Giacomo in Augusta), est un bâtiment qui fait partie de l'hôpital et qui abrite un théâtre anatomique. Construit à la fin du XVIe siècle par la volonté du cardinal Anton Maria Salviati par l'architecte Francesco Capriani, il tire son nom du physiologiste du XVIIe siècle Giovanni Maria Lancisi.

### Description
L'entrée extérieure de la salle donne sur la Via di Ripetta et se caractérise par une harmonieuse façade à deux niveaux de style Renaissance. L'ordre supérieur a une lucarne centrale.
La façade porte une inscription en mémoire de la construction du cardinal Salviati : « Fourmi. M. Salviatus Ep. incohavit idem. Cardinal Perfection MDLXXXIV. ».
L'intérieur de la salle a un plan circulaire, équipé de caisses en bois concentriques et superposées. La voûte sur croisées d'ogives est décorée de fresques.

### Histoire
La salle a été construite en 1593 dans le cadre de la reconstruction de l' hôpital San Giacomo par l'architecte Francesco Capriani de Volterra : elle se trouve au bout du bas-côté nord du complexe construit à la fin du XVIe siècle, aussi appelée corsia Salviati.
Elle fut utilisée comme théâtre anatomique en 1780 sur ordre de Pie VI. Elle fut nommée d'après le docteur Giovanni Maria Lancisi, fondateur de l'Académie Lancisiana. Ce fut le siège de l'enseignement chirurgical à partir de 1780 et le siège de la chaire de Chirurgie établie par Pie VII en 1815 ; après 1870, la Faculté de médecine de l'université romaine du royaume d'Italie était située dans cette même salle du théâtre anatomique.
À l'époque moderne, également appelée Aula di Malta, elle est devenue le siège de conférences scientifiques dans le domaine médical et chirurgical.
Après le déclassement de l'hôpital San Giacomo en 2008, tout en conservant son usage sanitaire en raison des liens testamentaires du cardinal Salviati, ainsi que des contraintes de la Surintendance du patrimoine culturel, la salle est interdite d'accès au public.

## San Giacomo dans l'art

### Cinéma

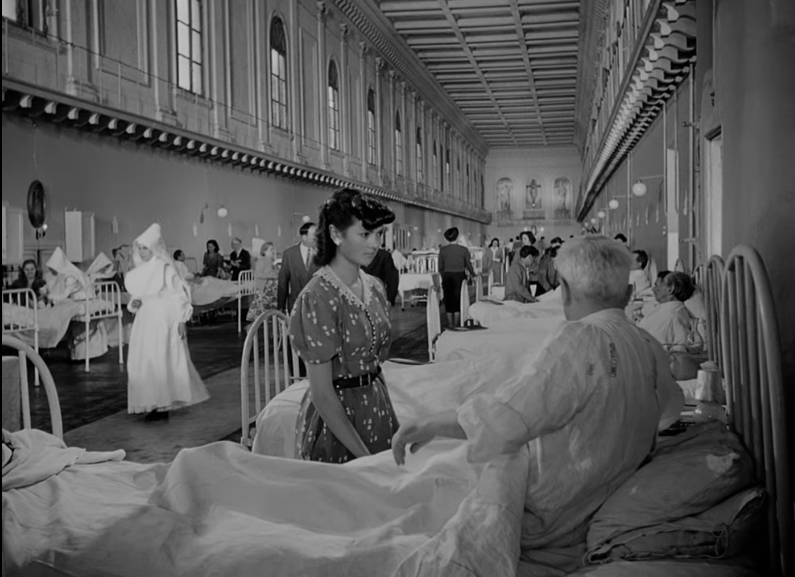
"Umberto D." (1952), scène d'hôpital.

- Une scène du film néoréaliste de 1952 Umberto D. de Vittorio De Sica se déroule à l'intérieur de San Giacomo ; il se termine sur la via Canova qui est occupée d'un côté par la masse caractéristique de l'hôpital.

### Littérature
- L'hôpital est parmi ceux mentionnés dans un sonnet de Giuseppe Gioachino Belli de 1833, intitulé Li Spedali de Roma.
- Le « centre des asphyxiés » de San Giacomo, précurseur d'un centre de réanimation, est évoqué dans un sonnet de Cesare Pascarella[105].

### Médaille pontificale
Une médaille pontificale est frappée au cours de la quatorzième année du pontificat de Grégoire XVI à l'occasion de la fête de saint Pierre et saint Paul, le 29 juin 1844. Elle rappelle les travaux de restauration de l'hôpital et de l'église adjacente, commandés par le pape lui-même. Elle a été gravée par Giuseppe Cerbara et a un diamètre de 43,5 millimètres. Le buste du pape Grégoire XVI figure sur la face, tandis qu'au revers est représentée l'église San Giacomo sur les côtés de laquelle se dressent les deux ogives des couloirs de l’hôpital.

### Musique
Les auteurs-compositeurs Mauro Di Maggio et Renato Zero sont nés à San Giacomo.